# Theodor Fischer
Theodor Fischer (28. května 1862, Schweinfurt, Bavorsko – 25. prosince 1938, Mnichov) byl bavorský architekt a profesor Stuttgartské techniky.

## Život
Vystudoval architekturu na mnichovské technice. Pracoval jako asistent architekta Paula Wallota na stavbě berlínského Říšského sněmu.

## Dílo
- Zemské muzeum, Kassel
- 1911–1912 Palác Pojišťovacího spolku průmyslu cukrovarnického (Asekurační spolek průmyslu cukrovarnického), Praha-Nové Město, čp. 976, Senovážné náměstí 31-33, spoluautor: Josef Zasche – novobarokní dům s kubistickými a novoklasicistickými prvky. Zasche je autorem půdorysného a konstrukčního řešení, Fischer je autorem průčelí. Projekt 1911–1912, stavba 1912–1916. Na průčelí jsou plastiky německého sochaře Franze Metznera.[1]

Stavby Theodora Fischera
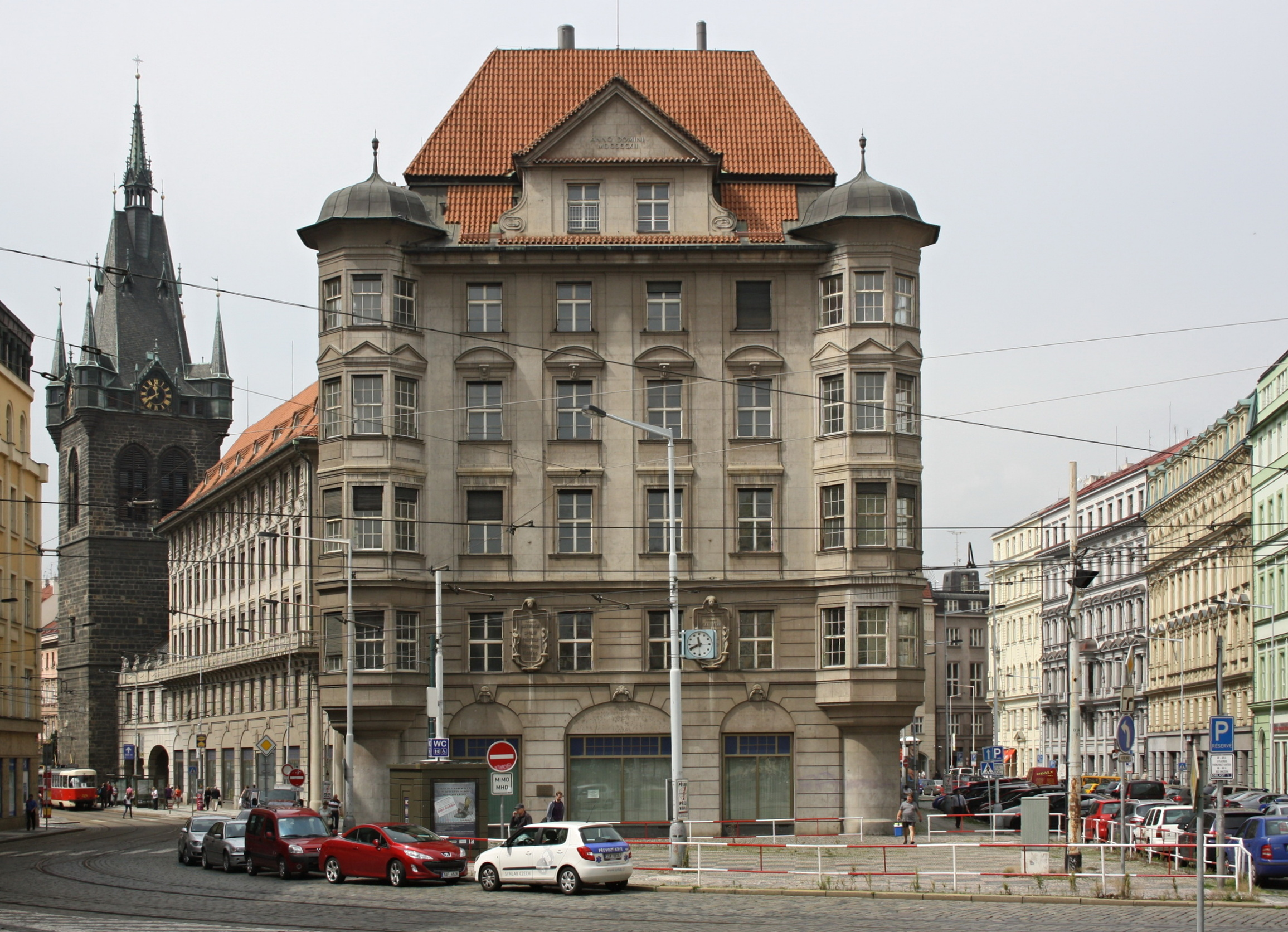
Palác Pojišťovacího spolku průmyslu cukrovarnického
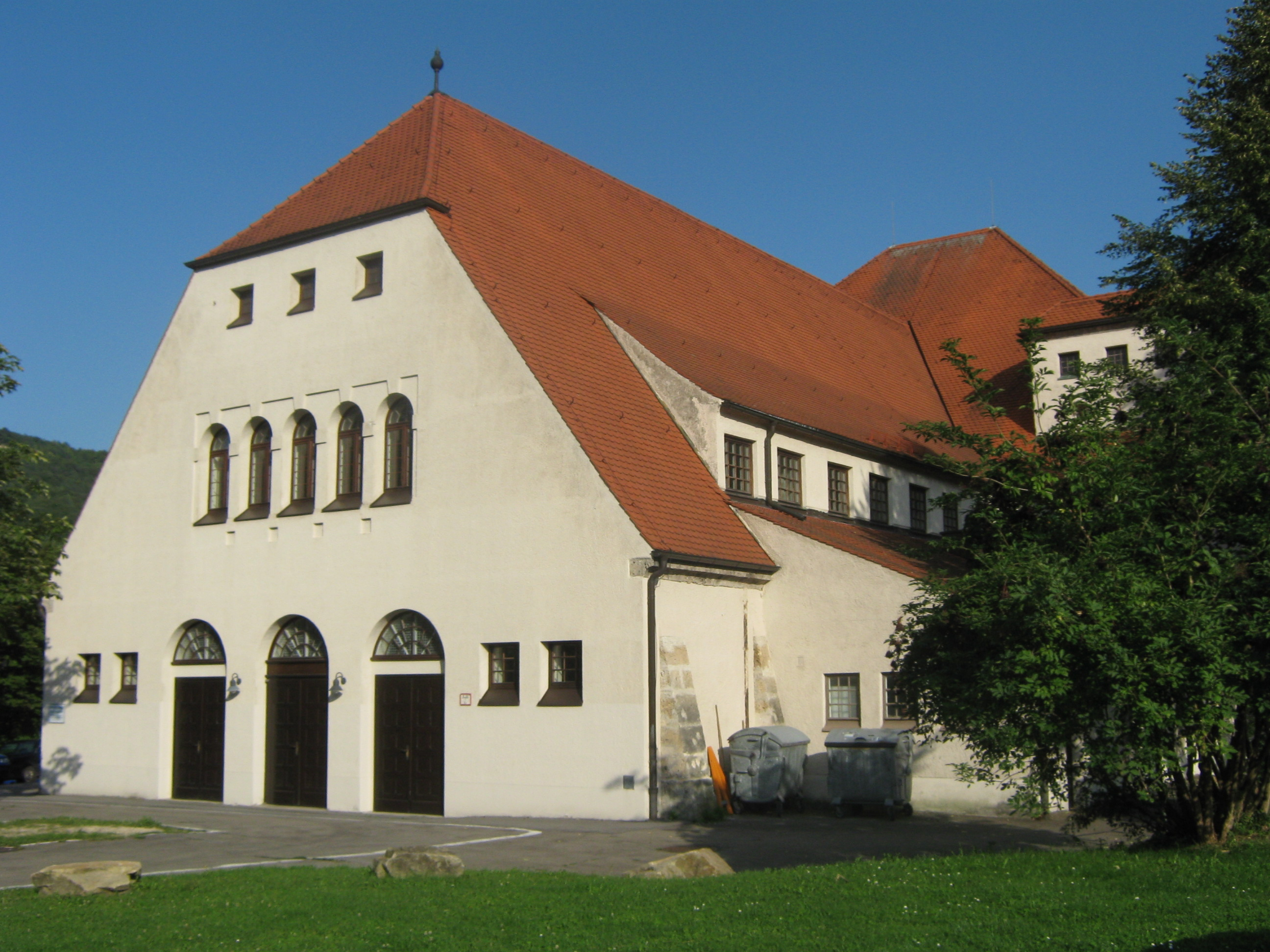
Pfullinger Hallen z let 1904–1907
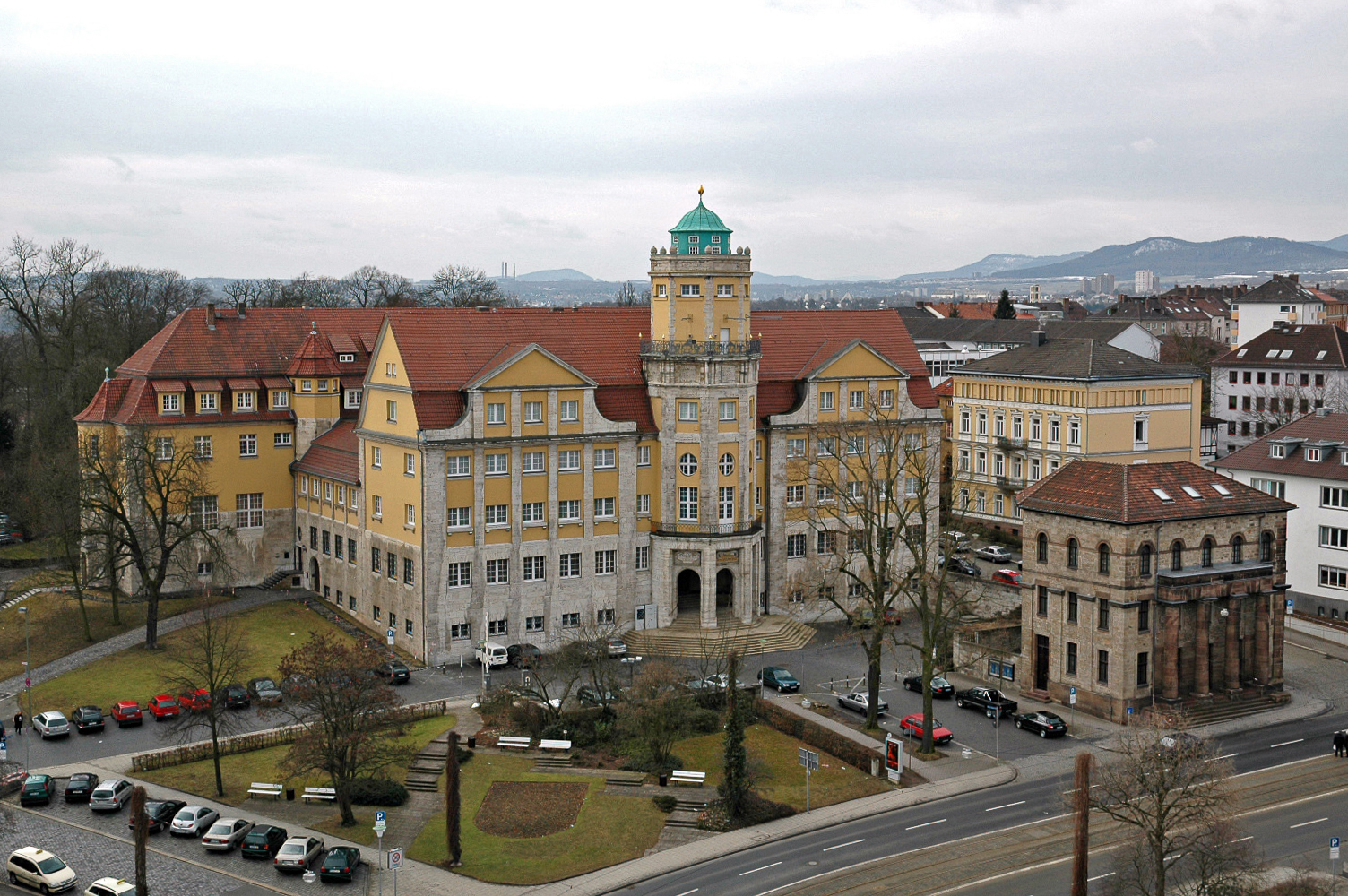
Hesenské zemské muzeum v Kasselu
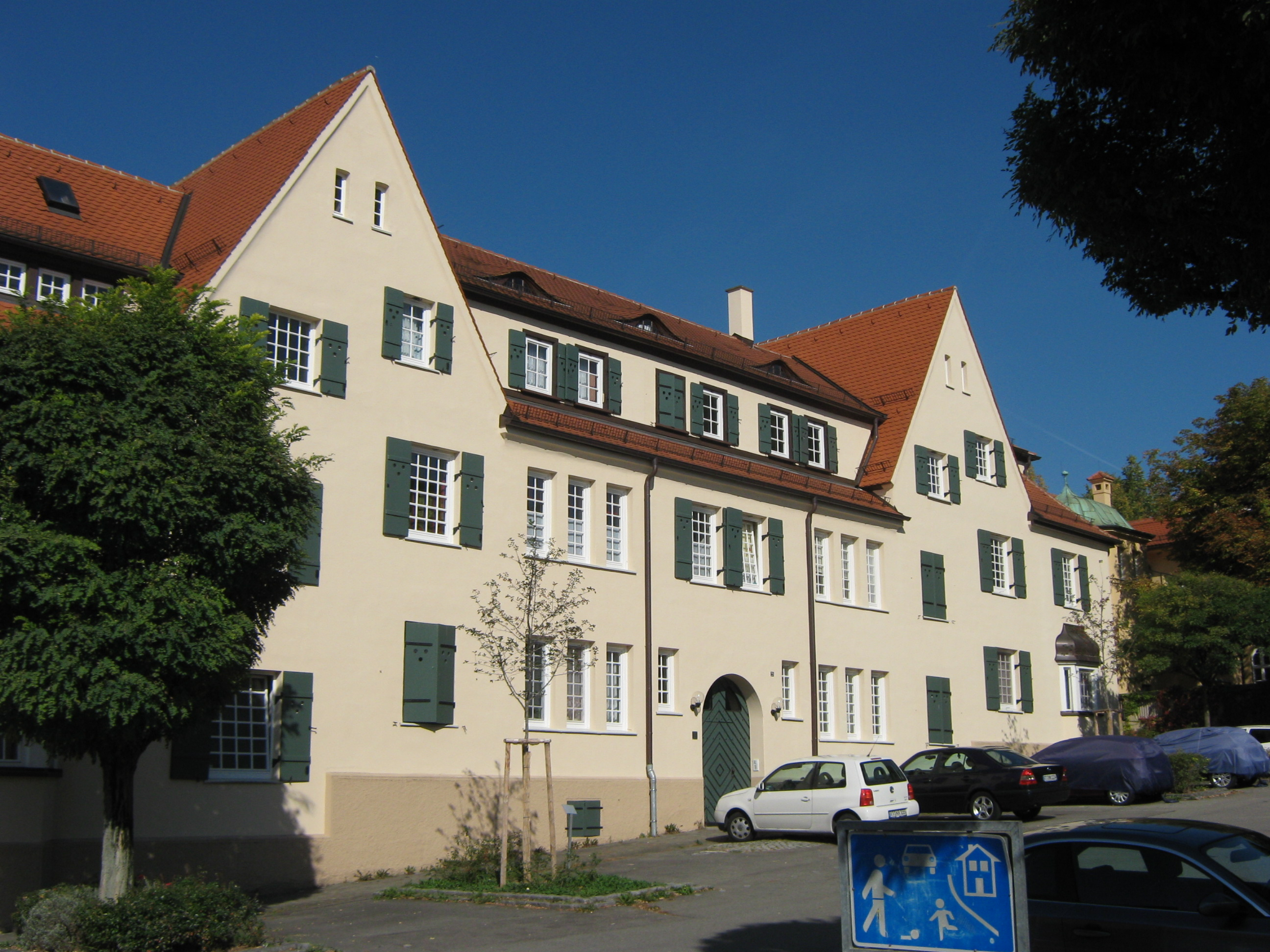
Obytný dům v obci Gmindersdorf z roku 1907
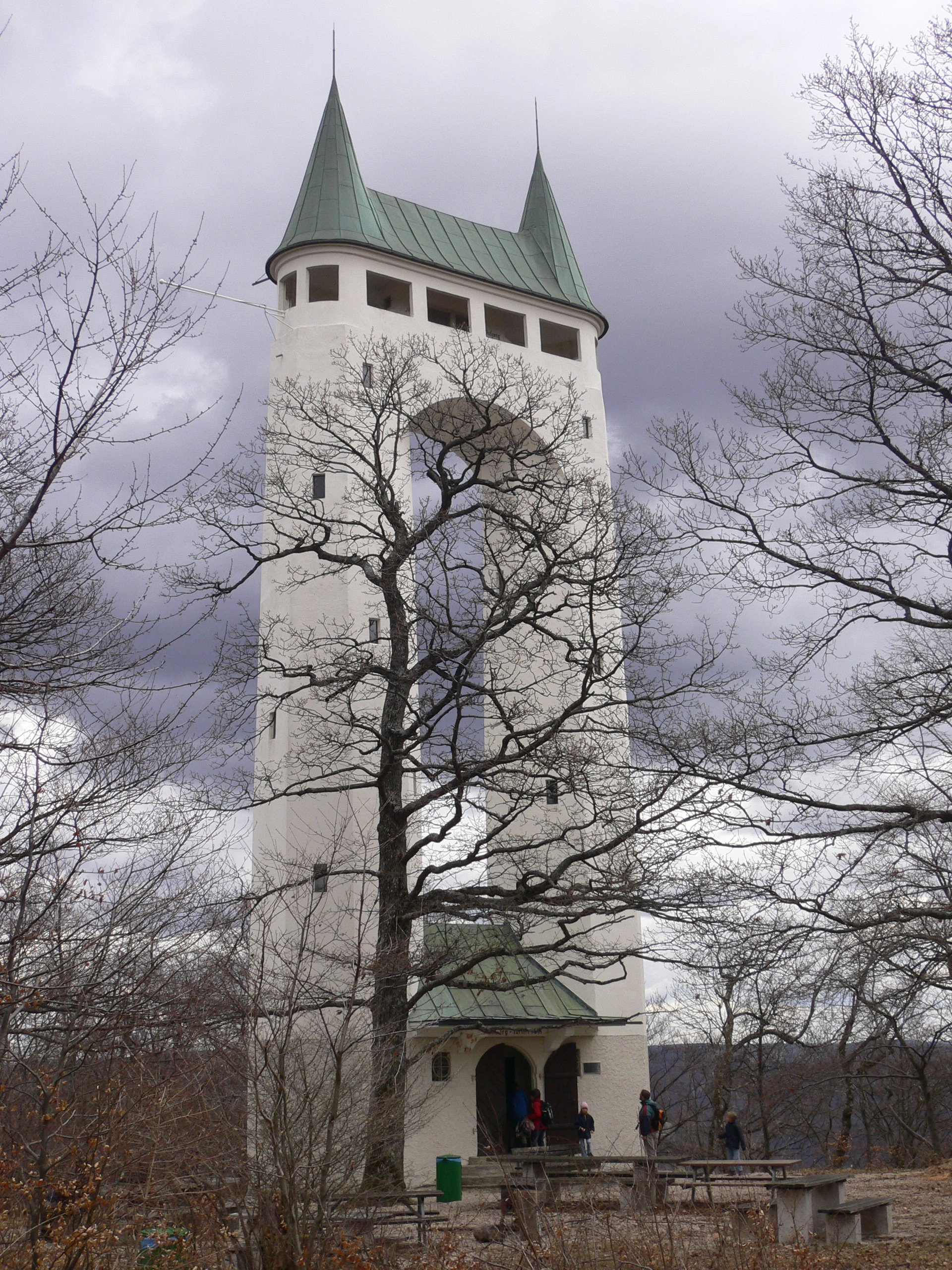
Rozhledna na hoře Schönberg u obce Pfullingen